# 姉小路尹綱
姉小路 尹綱（あねがこうじ ただつな）は、南北朝時代から室町時代初期にかけての公家・武将。左少将・姉小路頼時の子。官職は左京大夫。宰相入道と号した。

## 経歴
飛騨国吉城郡古川郷（現在の岐阜県飛騨市）に居住して古川氏を称す。
南朝方の武将であり、応安4年/建徳2年（1371年）越中国新川郡黒瀬日宮で北朝軍と交戦して、伯父の家綱と共に捕虜となる。
南北両朝の合体条件の不履行に関する飛騨国の山科家領を巡る争いから、応永18年（1411年）飛騨国古川城にて挙兵する。
室町幕府4代将軍・足利義持が派遣した京極・斯波・小笠原各氏で編成された追討軍に対して、広瀬高堂城の広瀬氏と共に抗したが、同年9月3日に京極高数らに攻められ戦死した（飛騨の乱）。